# گل‌لو
گللو روستایی است که در استان اردبیل، شهرستان نمین، بخش مرکزی، دهستان ویلکیج شمالی واقع شده است. این روستا در دشت اردبیل و مشرف به جنگل‌های فندقلو قرار دارد. شغل اکثر مردم روستا کشاورزی ودامپروری است. گندم، جو، عدس، نخود، سیاه دانه،تخم کتان و یونجه از جمله محصولات کشاورزی روستا می‌باشد. وجود تپه‌ای باستانی که در میان مردم روستا به "بویوک تپه" معروف است؛ گواهی بر قدمت تاریخی این روستا دارد. گفتنی است که روستای گللو در زمان قدیم شامل سه روستای جدای از هم بوده است که به غیر از محل کنونی روستا؛ بقایای یکی از این روستاها در منطقه "کول یئری" در بین مزارع روستا و بقایای روستای دیگر در محل تلاقی دو رود "مئشه آرخی" و "موسا چایی" بر روی یک بلندی کوچک قرار دارد.
"" ضرب‌المثل معروف قدیمی"": " کله سر آشئن نان اولدوم؛ گوللی پولون نان.

## وجه تسمیه گللو
گول در زبان ترکی به دریاچه، برکه و مرداب گفته می‌شود و چون روستا توسط برکه‌های کوچک و بزرگ (بزرگترین آن‌ها قاراما نام دارد) دربرگرفته شده است، از گذشته این روستا به همین نام بین مردم محلی شناخته می‌شود.
از جمله رودهایی که به این برکه‌ها می‌ریزد، می‌توان به:
موسی چایی، مشه آرخی و آغدام چایی اشاره کرد که البته در فصول پرآب نیز آب رودخانه قره سو به این تالاب‌ها سرازیر می‌شود.

## جمعیت
بر اساس سرشماری سال ۱۳۸۵ جمعیت این روستا ۶۱۰ نفر با۱۲۷ خانوار بوده‌است که این تعداد بر اساس آمار دهیاری و مرکز بهداشت روستا به بیش از ۸۰۰ نفر و خانوار ۱۵۰ رسیده است.